# مصرف الجمهورية
مصرف الجمهورية هو مصرف تجاري ليبي مملوك جزئيًا للدولة، ويُعد من أكبر المصارف في ليبيا من حيث عدد الفروع، العملاء، وحجم الأصول. يتخذ المصرف من العاصمة طرابلس مقرًا رئيسيًا، ويقدم خدمات مصرفية متنوعة للأفراد والشركات تشمل الحسابات الجارية، التمويل، والخدمات الإلكترونية عبر تطبيقاته المختلفة.

## التاريخ
أُسس المصرف في البداية تحت اسم مصرف الأمة، وكان يعمل بشكل مستقل حتى عام 2007، حين أصدر مصرف ليبيا المركزي قرارًا بدمج مصرفي الأمة والجمهورية في كيان واحد تحت اسم مصرف الجمهورية. بلغ حجم الأصول المجمعة للمصرف الجديد بعد الدمج نحو 8 مليارات دينار ليبي، ما جعله في حينها ثاني أكبر المصارف الليبية بعد المصرف الليبي الخارجي. وقد بلغ عدد موظفيه أكثر من 5,800 موظف وموظفة، وتمتلك الشبكة الموحدة حينها 146 فرعًا موزعة على مختلف مناطق البلاد. كما أنه استنادًا إلى حجم الأصول، يُصنف ضمن قائمة أكبر عشرة بنوك في شمال أفريقيا.
لاحقًا، شهد المصرف توسعًا كبيرًا في بنيته التحتية، حيث ارتفع عدد فروعه إلى أكثر من 170 فرعًا، بينما تخطى عدد عملائه 1.5 مليون عميل، ما يجعله من المصارف الرائدة في البلاد بحصة سوقية تقديرية تصل إلى 33%

## الإغلاق المؤقت في 2014
في 7 ديسمبر 2014، اضطر مصرف الجمهورية إلى إغلاق أبوابه في مدينة طرابلس بسبب تصاعد حوادث الخطف والتهديدات الأمنية التي طالت موظفيه. وجاء هذا القرار نتيجة لانعدام الترتيبات الأمنية الكافية وغياب الحماية، مما أدى إلى توقف تام لأعمال المصرف في العاصمة. ووفقًا لمصادر إعلامية، فإن المدير العام للمصرف آنذاك، أحمد رجب، غادر البلاد بعد تلقيه تهديدات مباشرة من خالد الشريف، وكيل وزارة الدفاع وعضو سابق في الجماعة الليبية المقاتلة، وذلك على خلفية رفضه تحويل مبلغ 80 مليون دينار ليبي من حساب وزارة الدفاع إلى حسابات خاصة. [بحاجة لمصدر]

## التحول الرقمي والخدمات الإلكترونية
شهد مصرف الجمهورية تطورًا ملحوظًا في الخدمات الرقمية لمواكبة التحول التكنولوجي في القطاع المصرفي الليبي. أطلق المصرف عدة تطبيقات مثل «مصرفي بلس» للاستعلام عن الأرصدة والتحويلات ودفع الفواتير عبر الهاتف المحمول، و«مصرفي باي» لخدمات الدفع الإلكتروني، بالإضافة إلى تطبيق «مصرفي أعمال» المخصص للمؤسسات لإدارة حساباتها وتنفيذ معاملاتها المالية إلكترونيًا.